# Svetoslav Ivanov
Svetoslav Ivanov, född den 16 december 1951, är en bulgarisk ryttare.
Han tog OS-silver i lagtävlingen i dressyren i samband med de olympiska ridsporttävlingarna 1980 i Moskva.